# Horace Barlow
Horace Basil Barlow (ur. 8 grudnia 1921, zm. 5 lipca 2020) – brytyjski neurofizjolog i psychofizyk wzroku związany z Trinity College (Cambridge), członek Royal Society, prekursor badań mechanizmu przetwarzania informacji wzrokowych, które kontynuowali m.in. laureaci Nagrody Nobla w dziedzinie fizjologii lub medycyny (1981), David Hubel i Torsten Wiesel.

## Życiorys

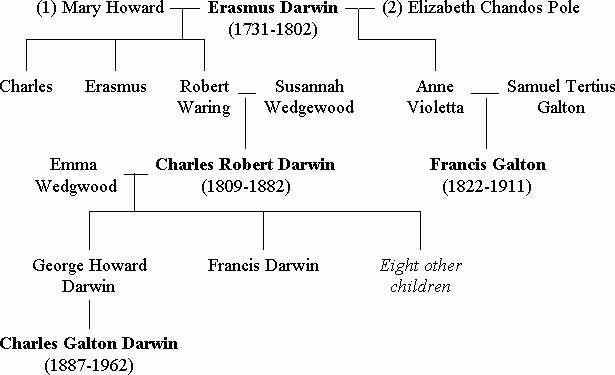
Matka Horacego Barlowa,
Lady Nora Barlow była córką Horacego Darwina (dziewiąte dziecko, piąty syn Karola i Emmy Darwin)

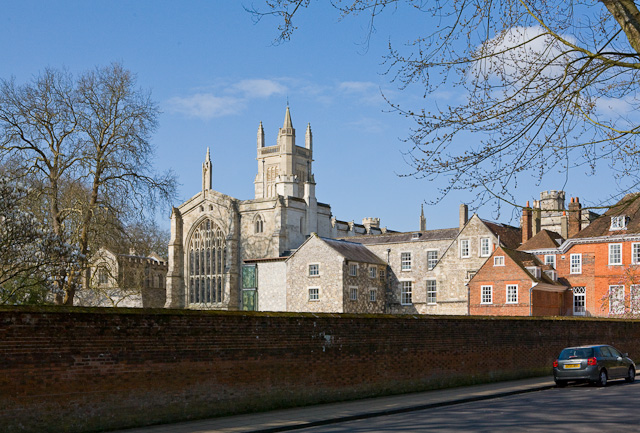
Winchester College

Był członkiem rodziny wybitnych angielskich przyrodników, prawnukiem Karola Darwina. Uczęszczał do  Winchester College, a następnie studiował nauki przyrodnicze na University of Cambridge oraz medycynę w Harvard Medical School i University College Hospital w Londynie. Studiował matematykę i fizykę wspólnie z Freemanem Dysonem (fizykiem teoretykiem, astrofizykiem, zob. sfera Dysona), Jamesem Lighthillem (matematykiem, pionierem aeroakustyki), Christopherem Longuet-Higginsem (chemikiem-teoretykiem, zainteresowanym kognitywistyką). Silne wrażenie wywarł na nim w tym okresie artykuł późniejszego laureata Nagrody Nobla (1963), Alana Hodgkina, nt. Evidence for electrical transmission in nerve (1937), dotyczący powstawania potencjałów czynnościowych w neuronach. Studia w Cambridge kończył pod naukową opieką Edgara D. Adriana (laureat Nagrody Nobla w dziedzinie fizjologii lub medycyny w roku 1932 „za odkrycia dotyczące funkcji neuronów”) oraz Williama Rushtona, zainteresowanego widzeniem barwnym. Uzyskał doktorat w dziedzinie neurofizjologii mózgu. Studia podoktoranckie odbył w Harvard University pod kierownictwem pasjonata neurofizjologii, Stephena Kufflera. 
Jako profesor University of Cambridge pozostał wierny dziedzinie neurofizjologii, a przede wszystkim doświadczalnym i teoretycznym badaniom systemu wzrokowego. Pracę w Cambridge przerwał w roku 1964, udając się do University of California w Berkeley, skąd wrócił do Cambridge po dziewięciu latach.    
W Berkeley jego współpracownikami byli m.in. Colin Blakemore i Donald I.A. MacLeod. Za jego uczniów są uważani neurofizjolodzy:
- Cambridge – Denis G. Pelli, Kathy T. Mullen, Peter Foldiak, Curtis L. Baker, Dan Kersten, Adar Pelah, Srimant Tripathy, Willy Wong
- University of Oxford – Michael Hawken,
- University of California (Berkeley) – Colin Blakemore, Clyde W. Oyster, Ralph D. Freeman, John D. Pettigrew, William R. Levick, Ken Nakayama, Stephen S. Easter Jr

## Tematyka badań

Budowa siatkówki oka

Fragment drogi wzrokowej (zob. fotoreceptory, pasmo wzrokowe, ciała kolankowate boczne)

Gdy Horacy Barlow rozpoczynał badania wzroku i mózgu zwierząt (początek lat 40.XX w.), wiedza na ten temat była uboga – wiedziano zaledwie, że oczy reagują na światło, a „włókna nerwowe” – wiązki neurytów przekazują impulsy elektryczne do tylnej części mózgu (zob. droga wzrokowa, kora wzrokowa, analizator zmysłowy), gdzie powstaje rozpoznawalne wrażenie. Horace Barlow rozpoczął badania zmierzające do wyjaśnienia roli pojedynczych komórek układu nerwowego w procesie poznawania otoczenia, decydującym o zachowaniach zwierzęcia (behavior, zob. m.in. Iwan Pawłow, odruchy, wzmocnienie). Poszukiwał odpowiedzi na pytania o najmniejszą liczbę komórek nerwowych, które pełnią określone funkcje życiowe.
Artykuł H. Barlowa na temat funkcji pojedynczych neuronów w siatkówce oka, przygotowany wspólnie z W.A.H. Rushtonem, ukazał się już w roku 1943 (Single-Fibre Response from an Intact Animal). W roku 1953 opublikowano m.in. artykuły Summation and inhibition in the frog's retina i Action potentials from the frog's retina. 
Barlow wykazał m.in. że w siatkówce oka żaby, rejestrującej obiekt przypominający żuka, następuje silna aktywizacja pojedynczych receptorów, które pełnią funkcje behawioralne – wywołują zainteresowanie spostrzeżonym obiektem jako pokarmem („Bug Detectors”). Waga odkrycia polegała przede wszystkim na wykazaniu, że procesy, prowadzące do rozpoznawania bodźców na podstawie ich specyficznych cech, mogą zachodzić poza mózgiem.
Prace były bardzo inspirujące dla kolejnych pokoleń neurofizjologów. Badania procesów zachodzących w nieruchomym oku żaby, reagującym na szybki ruch drobnych obiektów w polu widzenia ('trigger features', wyzwalanie odruchu chwytania pokarmu), kontynuował m.in. Jerome Lettvin.
Prowadzone przez Barlowa i Levicka badania pojedynczych komórek siatkówki oka królików doprowadziły do wykazania (1960), że zostają one pobudzane tylko wtedy, gdy „obiekty wyzwalające” poruszają się w określonym kierunku (taka selektywność kierunku jest uważana za podstawę spostrzegania ruchu).
Również inne badania, wykonywane przez Horacego Barlowa i współpracowników, były ukierunkowane na wyjaśnienie, w jaki sposób system wzrokowy umożliwia wyodrębnienie – spośród wielu bodźców docierających z otoczenia – tej ich części, która ma dla organizmu najbardziej istotne znaczenie. Zajmował się m.in. problemami hamowania obocznego, możliwościami rozpoznania sygnałów istotnych na tle szumu (w warunkach zmienności oświetlenia tła obserwowanego obiektu) lub zagadnieniami zmian wrażliwości oka po „adaptacji do ciemności”. 

## Publikacje
Lista publikacji Horacego Barlowa, dostępnych w Trinity College, obejmuje ok. 200 pozycji. Za najważniejsze bywają uznawane (wybór według NCBI, U.S. National Library of Medicine):
- Preface. Seeing and doing: how vision shapes animal behaviour. Barlow H. Philos Trans R Soc Lond B Biol Sci. 2014 Jan 6;369(1636):20130615. doi: 10.1098/rstb.2013.0615. Print 2014
- Linking minds and brains. Barlow H. Vis Neurosci. 2013 Nov;30(5-6):207-17. doi: 10.1017/S0952523813000291. Epub 2013 Aug 21
- Perceived motion is influenced by random dynamic information. Bowns L, Barlow HB. Perception. 2011;40(2):135-42
- Cross- and auto-correlation in early vision. Barlow H, Berry DL. Proc Biol Sci. 2011 Jul 7;278(1714):2069-75. doi: 10.1098/rspb.2010.2170. Epub 2010 Dec 8
- Single units and sensation: a neuron doctrine for perceptual psychology? Barlow HB. Perception. 2009;38(6):795-8
- Perceptions, reflections, and new directions in Biological Cybernetics: Horace Barlow in conversation with Leo van Hemmen and John Rinzel. Biol Cybern. 2009 Jan;100(1):5-10. doi: 10.1007/s00422-008-0286-1
- Convergent evidence for the visual analysis of optic flow through anisotropic attenuation of high spatial frequencies. Barlow HB, Olshausen BA. J Vis. 2004 May 18;4(6):415-26

## Wyróżnienia
- 1969 – Royal Society[24]
- 1973 – Fellow of Trinity College Cambridge[25][26]
- 1993 – Australia Prize[12][26]